# Ungulata
Ongulés
Clade
Les ongulés — du latin ungula « ongle », du grec onyx — forment une division traditionnelle des mammifères placentaires. Bon nombre de ces espèces possèdent un ou plusieurs sabots à l'extrémité de leurs membres. Le sabot est alors une formation cornée (telle que l'ongle chez les primates) très développée, et qui enveloppe le ou les doigts reposant sur le sol lors de la locomotion onguligrade.
En fonction des auteurs et des époques, le taxon des Ungulata a connu des définitions diverses. Proposé par Linné pour rassembler les espèces marchant sur le bout des doigts, comme les ruminants, les porcins, les chevaux, les rhinocéros ou les éléphants, le groupe s'est peu à peu élargi pour englober des animaux dénués de ces caractéristiques : lamantins, oryctéropes, damans, baleines et dauphins.
Les avancées de la biologie moléculaire, dès la fin du XXe siècle, ont montré que ce rapprochement était désuet et polyphylétique. Plusieurs auteurs continuent néanmoins de l'utiliser dans une définition plus réduite, celle des Euungulata, ou « ongulés vrais ». Ce clade réunit les périssodactyles (équidés, rhinocéros et tapirs) et les cétartiodactyles (ruminants, chameaux, porcins, hippopotames et cétacés).

## Classification

### Origine
Le terme d'ongulé fait son apparition en zoologie dans la 12e édition du « Systema Naturae » de Carl von Linné. Le naturaliste suédois, père de la nomenclature binominale, y propose trois grandes divisions pour ses sept ordres de mammifères :
1. Les « onguiculés » (Unguiculata), c'est-à-dire les animaux dotés d'un ongle à chaque doigt, réunissent les primates (humains, singes, lémuriens et chauve-souris - elles ne sont depuis plus considérées comme des primates), les bruta (éléphants, lamantins, paresseux, fourmiliers et pangolins), les ferae (carnivores, insectivores et opossums) et les glires (lagomorphes et rongeurs).
2. Les « ongulés » (Ungulata), c'est-à-dire les animaux munis de sabots, regroupent les pecora (ruminants) et les Belluae (chevaux, hippopotames, porcins et rhinocéros).
3. Les cete (Cétacés), de par leur absence de doigts, se retrouvent classés à part dans une division nommée « Mutica ».

### Évolution du concept
Dans le sillon tracé par Linné, le concept évolue au fur et à mesure du développement de la classification des mammifères. Cuvier considère deux ordres d'ongulés : les Ruminants et les Pachydermes. Parmi ces derniers, il ajoute aux Belluae de Linné les éléphants, les tapirs, les damans, ainsi que plusieurs mammifères fossiles (Anoplotherium et Palaeotherium).
En 1848, le paléontologue britannique Richard Owen propose de séparer les ongulés en fonction du nombre de leurs doigts. Il crée à cette fin l'ordre des Artiodactyla et celui des Perissodactyla. Le premier réunit les ongulés au nombre pair de doigts : ruminants et camélidés (deux), porcins et hippopotames (quatre). Le second comprend ceux qui en ont un nombre impair : chevaux (un), tapirs, damans et rhinocéros (trois). Les éléphants, avec leurs cinq doigts, forment un troisième groupe à part en raison de leurs nombreuses particularités : les proboscidiens (Proboscidea).
Blainville est le premier à observer un rapprochement entre les siréniens et les proboscidiens, qu'il regroupe dans un ordre des « Gravigrades ». Ces similarités ne sont formalisées qu'au début du XXe siècle par Gregory. Ce dernier instaure un super-ordre des Ungulata qui rassemble les Perissodactyla, les Proboscidea, les Sirenia et les Hyracoidea (damans), ainsi que plusieurs ordres fossiles, mais exclut les Artiodactyla. Il émet également l'hypothèse que les oryctéropes (ordre des Tubulidentata), alors classés parmi les édentés, font peut-être partie des ongulés.
En 1945, le paléontologue américain George Simpson révolutionne la classification des mammifères et crée la cohorte des Ferungulata, par rapprochement entre les ongulés et les carnivores. Au sein de ce nouveau groupe, il propose un super-ordre des Paenungulata (« presque ongulés »), qui comprend les Proboscidea, les Sirenia et les Hyracoidea. Les Tubulidentata sont quant à eux assignés à un groupe isolé, les Protoungulata (« ongulés primitifs »).
L'étape finale de ce mouvement est atteint dans les années 1970 avec l'inclusion des cétacés.

### Révolution paléontologique et génétique
Selon la taxonomie moderne, ce groupe est discutable. Pendant les années 1960, on a d'abord pensé que le groupe était monophylétique, une fois inclus les cétacés comme septième ordre avec les artiodactyles (formant ainsi les cétartiodactyles). En excluant les cétacés, ce groupe était dit paraphylétique, ne comprenant pas toutes les espèces qui sont issues d'une ou plusieurs espèces du groupe.
Les récentes analyses génétiques montrent que les proboscidiens, siréniens, hyracoïdes sont relativement éloignés. Le taxon des ongulés est alors totalement artificiel et l'on pourrait le qualifier de polyphylétique, car il regrouperait des descendants d'ancêtres distincts. De plus, les deux groupes (cétartiodactyles, périssodactyles) seraient étrangers au sein d'un taxon regroupant aussi les chiroptères, les carnivores et les pholidotes.

### Arbre phylogénétique
Les ongulés s'embranchent dans les Laurasiatheria.
Phylogénie des ordres actuels de laurasiathériens, d'après Zhou et al., 2011 :
|  | Pholidota (pangolins)                                  |
|  |                                                        |
|  | Carnivora (chats, hyènes, chiens, ours, phoques, etc.) |
|  |                                                        |

|  | Perissodactyla (chevaux, tapirs, rhinocéros, etc.)                         |
|  |                                                                            |
|  | Cetartiodactyla (chameaux, porcs, ruminants, hippopotames, baleines, etc.) |
|  |                                                                            |

|  | Pholidota (pangolins)                                  |
|  |                                                        |
|  | Carnivora (chats, hyènes, chiens, ours, phoques, etc.) |
|  |                                                        |

|  | Perissodactyla (chevaux, tapirs, rhinocéros, etc.)                         |
|  |                                                                            |
|  | Cetartiodactyla (chameaux, porcs, ruminants, hippopotames, baleines, etc.) |
|  |                                                                            |

|  | Pholidota (pangolins)                                  |
|  |                                                        |
|  | Carnivora (chats, hyènes, chiens, ours, phoques, etc.) |
|  |                                                        |

|  | Perissodactyla (chevaux, tapirs, rhinocéros, etc.)                         |
|  |                                                                            |
|  | Cetartiodactyla (chameaux, porcs, ruminants, hippopotames, baleines, etc.) |
|  |                                                                            |

|  | Pholidota (pangolins)                                  |
|  |                                                        |
|  | Carnivora (chats, hyènes, chiens, ours, phoques, etc.) |
|  |                                                        |

|  | Perissodactyla (chevaux, tapirs, rhinocéros, etc.)                         |
|  |                                                                            |
|  | Cetartiodactyla (chameaux, porcs, ruminants, hippopotames, baleines, etc.) |
|  |                                                                            |

|  | Pholidota (pangolins)                                  |
|  |                                                        |
|  | Carnivora (chats, hyènes, chiens, ours, phoques, etc.) |
|  |                                                        |

|  | Perissodactyla (chevaux, tapirs, rhinocéros, etc.)                         |
|  |                                                                            |
|  | Cetartiodactyla (chameaux, porcs, ruminants, hippopotames, baleines, etc.) |
|  |                                                                            |

|  | Pholidota (pangolins)                                  |
|  |                                                        |
|  | Carnivora (chats, hyènes, chiens, ours, phoques, etc.) |
|  |                                                        |

|  | Perissodactyla (chevaux, tapirs, rhinocéros, etc.)                         |
|  |                                                                            |
|  | Cetartiodactyla (chameaux, porcs, ruminants, hippopotames, baleines, etc.) |
|  |                                                                            |

|  | Pholidota (pangolins)                                  |
|  |                                                        |
|  | Carnivora (chats, hyènes, chiens, ours, phoques, etc.) |
|  |                                                        |

|  | Perissodactyla (chevaux, tapirs, rhinocéros, etc.)                         |
|  |                                                                            |
|  | Cetartiodactyla (chameaux, porcs, ruminants, hippopotames, baleines, etc.) |
|  |                                                                            |

|  | Pholidota (pangolins)                                  |
|  |                                                        |
|  | Carnivora (chats, hyènes, chiens, ours, phoques, etc.) |
|  |                                                        |

|  | Perissodactyla (chevaux, tapirs, rhinocéros, etc.)                         |
|  |                                                                            |
|  | Cetartiodactyla (chameaux, porcs, ruminants, hippopotames, baleines, etc.) |
|  |                                                                            |

|  | Pholidota (pangolins)                                  |
|  |                                                        |
|  | Carnivora (chats, hyènes, chiens, ours, phoques, etc.) |
|  |                                                        |

|  | Perissodactyla (chevaux, tapirs, rhinocéros, etc.)                         |
|  |                                                                            |
|  | Cetartiodactyla (chameaux, porcs, ruminants, hippopotames, baleines, etc.) |
|  |                                                                            |

|  | Pholidota (pangolins)                                  |
|  |                                                        |
|  | Carnivora (chats, hyènes, chiens, ours, phoques, etc.) |
|  |                                                        |

|  | Perissodactyla (chevaux, tapirs, rhinocéros, etc.)                         |
|  |                                                                            |
|  | Cetartiodactyla (chameaux, porcs, ruminants, hippopotames, baleines, etc.) |
|  |                                                                            |

|  | Pholidota (pangolins)                                  |
|  |                                                        |
|  | Carnivora (chats, hyènes, chiens, ours, phoques, etc.) |
|  |                                                        |

|  | Perissodactyla (chevaux, tapirs, rhinocéros, etc.)                         |
|  |                                                                            |
|  | Cetartiodactyla (chameaux, porcs, ruminants, hippopotames, baleines, etc.) |
|  |                                                                            |

|  | Pholidota (pangolins)                                  |
|  |                                                        |
|  | Carnivora (chats, hyènes, chiens, ours, phoques, etc.) |
|  |                                                        |

|  | Perissodactyla (chevaux, tapirs, rhinocéros, etc.)                         |
|  |                                                                            |
|  | Cetartiodactyla (chameaux, porcs, ruminants, hippopotames, baleines, etc.) |
|  |                                                                            |

|  | Pholidota (pangolins)                                  |
|  |                                                        |
|  | Carnivora (chats, hyènes, chiens, ours, phoques, etc.) |
|  |                                                        |

|  | Perissodactyla (chevaux, tapirs, rhinocéros, etc.)                         |
|  |                                                                            |
|  | Cetartiodactyla (chameaux, porcs, ruminants, hippopotames, baleines, etc.) |
|  |                                                                            |

|  | Pholidota (pangolins)                                  |
|  |                                                        |
|  | Carnivora (chats, hyènes, chiens, ours, phoques, etc.) |
|  |                                                        |

|  | Perissodactyla (chevaux, tapirs, rhinocéros, etc.)                         |
|  |                                                                            |
|  | Cetartiodactyla (chameaux, porcs, ruminants, hippopotames, baleines, etc.) |
|  |                                                                            |

|  | Pholidota (pangolins)                                  |
|  |                                                        |
|  | Carnivora (chats, hyènes, chiens, ours, phoques, etc.) |
|  |                                                        |

|  | Perissodactyla (chevaux, tapirs, rhinocéros, etc.)                         |
|  |                                                                            |
|  | Cetartiodactyla (chameaux, porcs, ruminants, hippopotames, baleines, etc.) |
|  |                                                                            |

|  | Pholidota (pangolins)                                  |
|  |                                                        |
|  | Carnivora (chats, hyènes, chiens, ours, phoques, etc.) |
|  |                                                        |

|  | Perissodactyla (chevaux, tapirs, rhinocéros, etc.)                         |
|  |                                                                            |
|  | Cetartiodactyla (chameaux, porcs, ruminants, hippopotames, baleines, etc.) |
|  |                                                                            |

La phylogénie des ongulés est la suivante, :
- Ungulata
  - Perissodactyla
    - Equidae
    - 
      - Tapiridae
      - Rhinocerotidae

  - Cetartiodactyla
    - Tylopoda
      - Camelidae

    - Artiofabula
      - Suina
        - Tayassuidae
        - Suidae

      - Cetruminantia
        - Cetancodonta
          - Hippopotamidae
          - Cetacea
            - Mysticeti
              - Balaenidae
              - 
                - Cetotheriidae
                - 
                  - Eschrichtiidae
                  - Balaenopteridae 

            - Odontoceti
              - 
                - Kogiidae
                - Physeteridae

              - 
                - Platanistidae
                - 
                  - Ziphiidae
                  - 
                    - †Lipotidae
                    - 
                      - 
                        - Pontoporiidae
                        - Iniidae

                      - 
                        - Delphinidae 
                        - Phocoenidae & Monodontidae 

        - Ruminantia
          - Tragulidae
          - 
            - Antilocapridae
            - 
              - Giraffidae
              - 
                - Cervidae
                - 
                  - Moschidae
                  - Bovidae

## Caractéristiques

### Squelette crânien
Les crânes des Ongulés se distinguent par leurs formes générales, leurs dimensions et proportions, leurs flexures, la forme et l'emplacement des appendices frontaux (bois, cornes, ossicônes).

### Squelette postcrânien

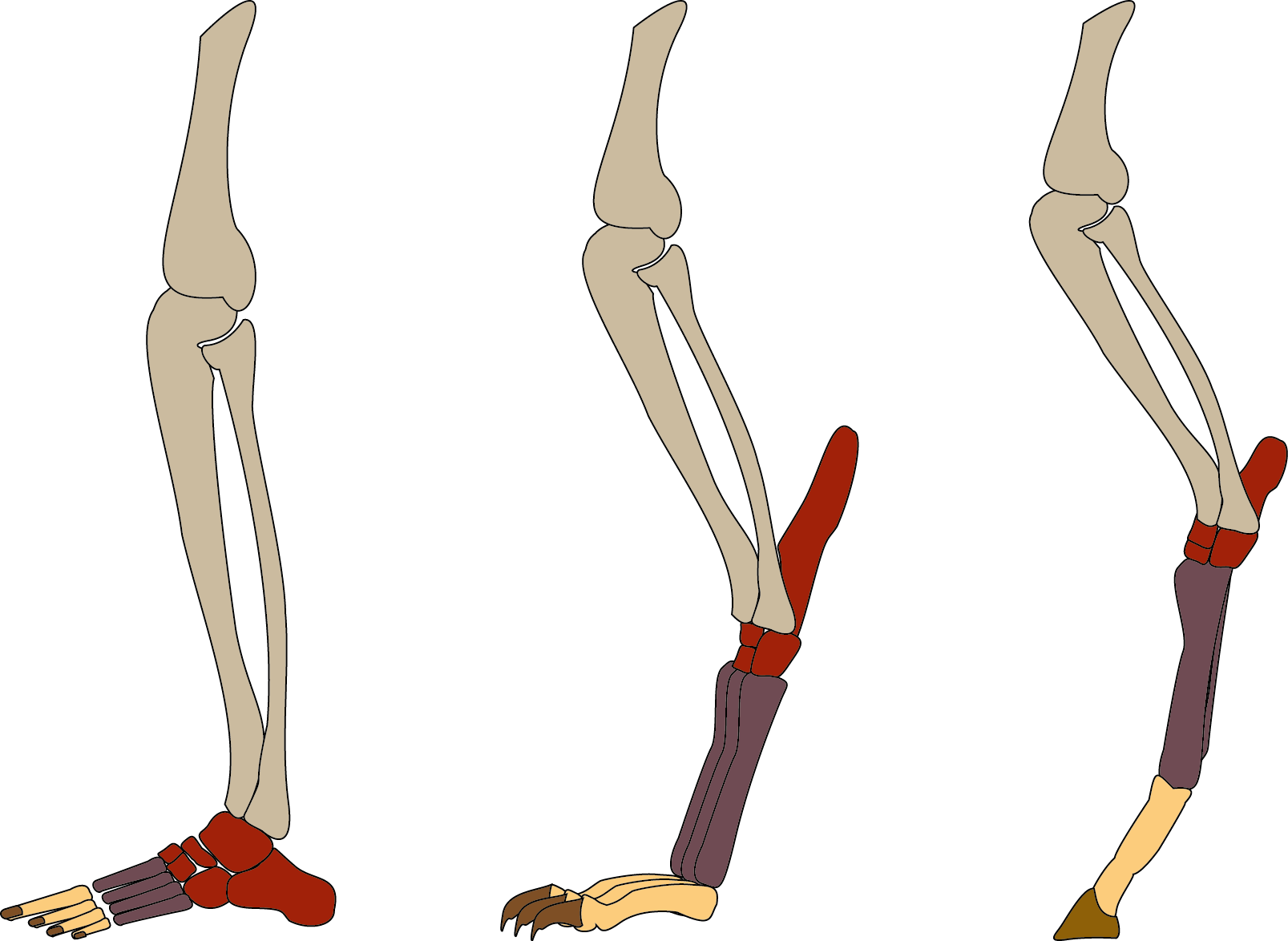
Les différents types de locomotions chez les vertébrés terrestres, avec l'évolution de leur membre chiridien (en rouge le basipode, en violet le métapode, en jaune l'acropode — phalanges, en marron les phanères terminales kératinisées).
De gauche à droite : plantigrade, digitigrade et onguligrade.

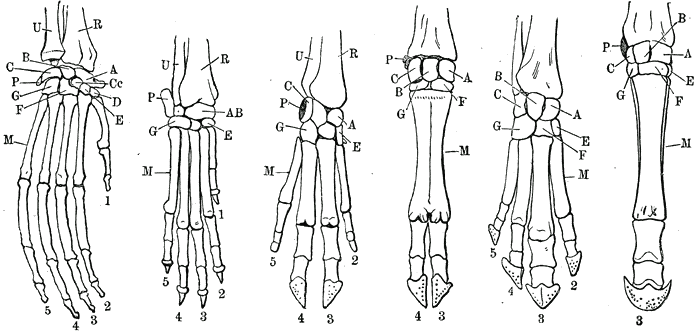
Le membre chiridien des Mammifères est une homologie, car on observe le même plan d'organisation de la « main » ou partie terminale du membre antérieur, respectivement chez : l’orang-outan, le chien, le cochon, les bovidés, le tapir et le cheval.

Le squelette postcrânien présente les structures typiques des Mammifères. Il s'en distingue par la posture onguligrade qui « est une forme de posture digitigrade. Elle concerne seulement la dernière phalange, qui est le seul élément des extrémités à être en contact avec le sol ». L'adaptation à cette posture et à la course quadrupède est réalisée essentiellement chez ces mammifères, par trois modifications concomitantes : l'allongement des membres chiridiens qui intéresse surtout le métapode mais aussi celle des os proximaux relativement à ceux du segment moyen, le relèvement progressif de l'autopode (évolution dans le sens plantigrade → digitigrade → onguligrade), et la réduction progressive du nombre des doigts (perte des phalanges latérales par rapport à l'extrémité pentadactyle ancestrale).
Les mammifères paridigités présentent des membres à 4 doigts (sensiblement égaux chez les hippopotames, inégaux chez les porcins dont les deux latéraux sont plus grêles, plus courts et ne touchent pas la terre) ou à deux doigts (ruminants dont les deux doigts latéraux sont régressés et incomplets, ou ont complètement disparu), avec comme caractéristique commune que le poids est supporté à parts égales par les troisième et quatrième doigts. Les imparidigités présentent des membres à 3 doigts (rhinocéros) et à 1 doigt (réduction la plus poussée chez les équidés, chevaux, ânes et zèbres). Lors d'observations ou de prospections ichnologiques, l'analyse d'empreintes d'ongulés (caractérisées dans les milieux tempérés par leurs deux doigts médians, pressés l'un contre l'autre, avec un méplat interne, constituant la « pince », et les deux doigts vestigiaux en arrière qui marquent parfois le sol, et sont appelés ergots ou gardes du pied) permettent de déterminer l'espèce, le sexe et d'évaluer l'âge de l'animal.
L'éléphant est un cas particulier : il est onguligrade ou plutôt subonguligrade à cinq doigts qui reposent, avec le talon, sur un coussin cellulo-graisseux élastique assurant une locomotion fonctionnellement plantigrade grâce à son rôle d'amortisseur.

## Législation
Le maintien d'animaux sauvages et d'ongulés est soumis en France et dans de nombreux pays à une réglementation spécifique. En 2009, l'ONCFS et le CNERA ont mis en œuvre en France un inventaire national des ongulés sauvages en captivité pour compléter l'enquête de 1991 (qui avait recensé 2 164 installations closes) et évaluer les risques éventuels d’installation de nouvelles populations ou de pollution génétique par fuite d’animaux dans la nature,. Lors de cette seconde enquête, il y avait en 2010 environ « 3 371 structures closes détenant près de 90 000 ongulés sur 174 100 hectares », mais toutes n'ont pas pu être recensées. En réalité, l'ONCFS évalue à 4 100 le nombre de structures closes qui abriteraient environ 120 000 ongulés en France métropolitaine. Ce sont des enclos ou des parcs de chasse qui doivent respectivement respecter l’article L. 424-3-I et L. 424-3 du Code de l'environnement, des « établissements de catégorie A » soumis à des arrêtés spécifiques, des établissements de catégorie B (destinés à produire de la viande), soumis à plusieurs arrêtés, mais aussi des élevages d’agrément régis par un arrêté de 2004 ou des parcs de vision et zoos, soumis à un autre arrêté.